# آرت بیکر
آرت بیکر (انگلیسی: Art Baker؛ ۷ ژانویهٔ ۱۸۹۸ – ۲۶ اوت ۱۹۶۶) یک هنرپیشه اهل ایالات متحده آمریکا بود.

## گزیده فیلمشناسی
از فیلم‌ها یا برنامه‌های تلویزیونی که وی در آن نقش داشته‌است می‌توان به آثار زیر اشاره کرد.
- وضعیت کشور ()
- دختر کشاورز ()
- طلسم‌شده ()